# St. Patrokli (Kirchhörde)

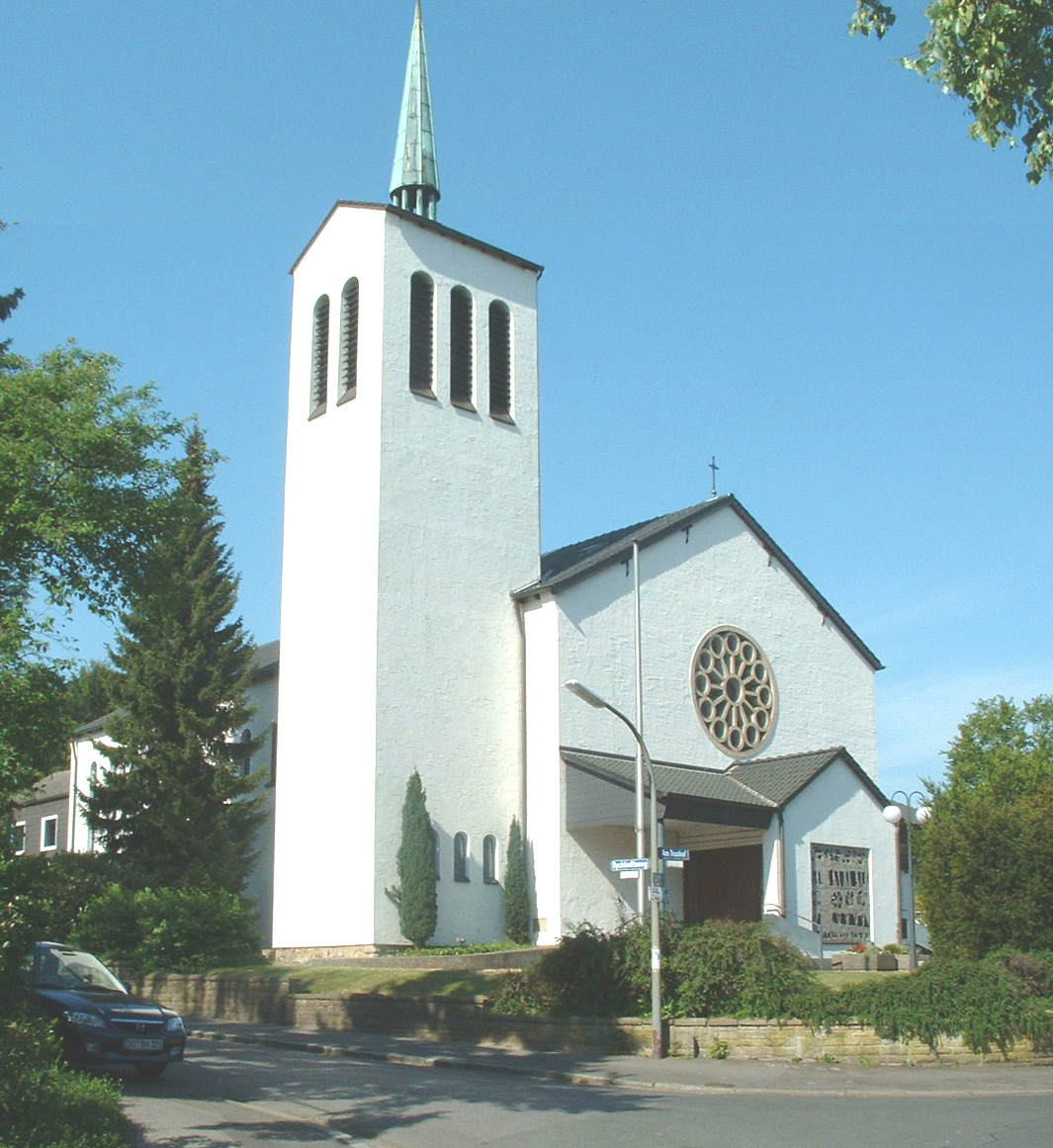
St. Patrokli (Kirchhörde)

St. Patrokli ist eine römisch-katholische Pfarrkirche im Dortmunder Stadtteil Kirchhörde in Nordrhein-Westfalen. Sie ist Pfarrkirche der St.-Patrokli-Kirchengemeinde, die zusammen mit den Kirchengemeinden St. Clemens Hombruch, St. Franziskus Xaverius Barop, Maria Königin Eichlinghofen und Heilige Familie Brünninghausen den Pastoralen Raum Pastoralverbund Im Dortmunder Süden bildet.

## Geschichte

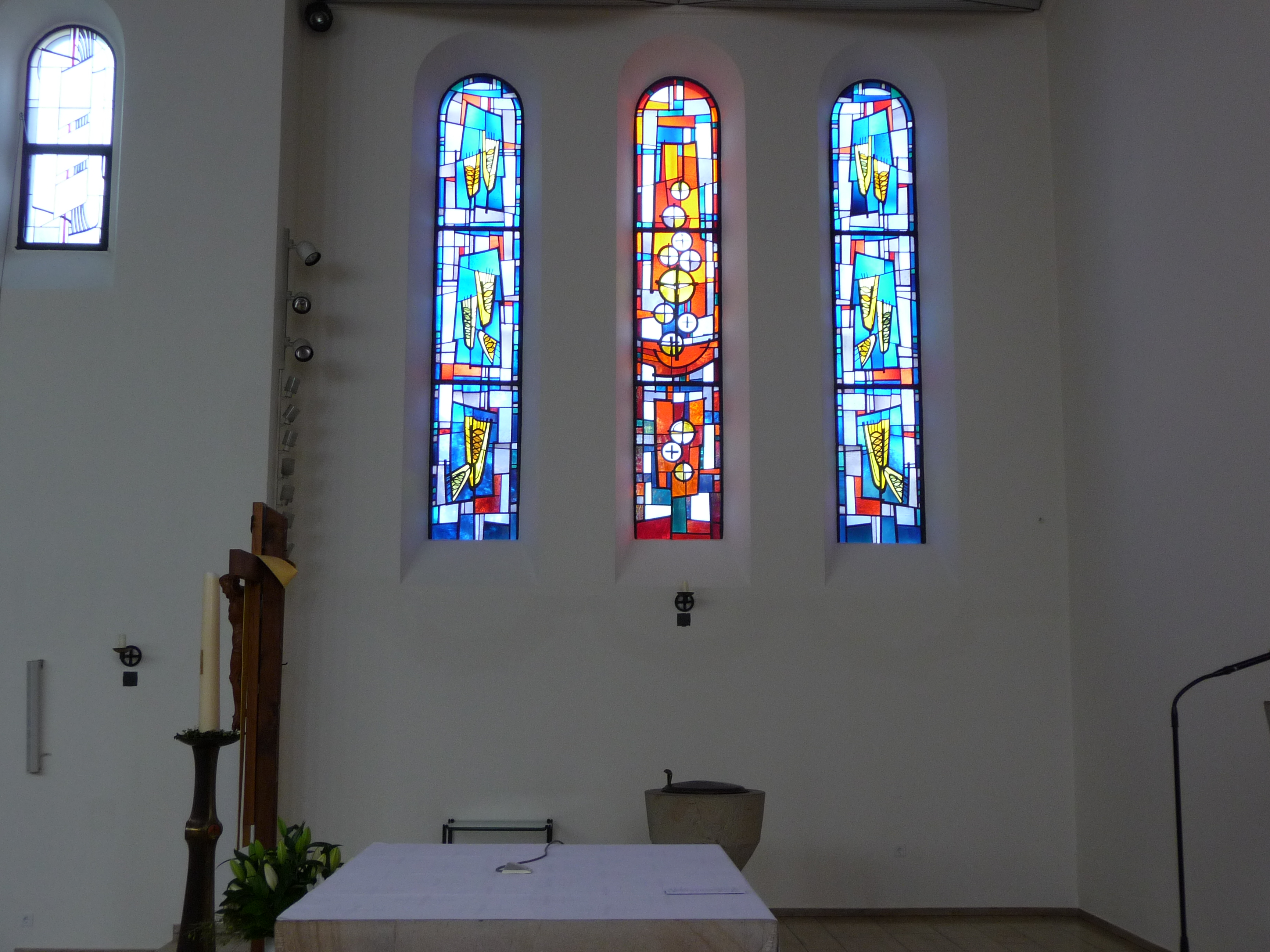
Fenster im Altarbereich von August Pigulla

Die römisch-katholische Pfarrkirche wurde dem Patrozinium des Hl. Patroclus von Troyes unterstellt, wie ursprünglich die viel ältere Patrokluskirche in Kirchhörde, die seit dem 16. Jahrhundert evangelisch ist. Durch den Anstieg der Bevölkerung nach Beginn der Industrialisierung entstand der Wunsch der römisch-katholischen Kirchhörder Bevölkerung, eine eigene Gemeinde zu gründen. Erste Planungen für eine Gemeinde in Kirchhörde gab es bereits 1937. In der Kriegszeit 1941 erfolgte eine Eingabe an das Erzbistum Paderborn durch den Dechanten Scharz, dass in Kirchhörde an jedem Sonn- und Feiertag eine Messe im Saal Wichmann gelesen werden solle. Diese Eingabe wurde jedoch abgelehnt. Zwei Jahre später stimmte Paderborn einer erneuten Anfrage zu. Die St. Patrokli Pfarrvikarie wurde eingerichtet. Zu Anfang fanden die Gottesdienste in der evangelischen Patrokluskirche statt. Die erste Messe am 26. April 1943 am Ostersonntag wurde durch Fliegeralarm unterbrochen und konnte erst um 18.00 Uhr stattfinden.
Nach dem Krieg und nachdem mittlerweile zu jedem Gottesdienst etwa 180 Gläubige erschienen, wurde für die Gemeinde eine eigene Kirche immer wichtiger. Der erste eigene Gottesdienstraum wurde vom Kirchhörder Unternehmer und Politiker Florian Klöckner in seiner Villa zur Verfügung gestellt. Jedoch waren die Räume teilweise noch von der Britischen Armee besetzt. Da die Besucherzahlen der Gottesdienste weiter stiegen, wurde der Wunsch nach einer Kirche immer größer. Meta Klöckner übertrug der Gemeinde ein Grundstück auf dem Dimberg in Kirchhörde zum Zweck eines Kirchbaus. Das Grundstück konnte nur mit Genehmigung eines Nachbarn betreten werden, der diese jedoch verweigerte. Die Gemeinde fand ein neues Grundstück am Truxhof und konnte es 1948 samt einigen Erweiterungsflächen erwerben, so dass endlich ein etwa 5000 m² großes Grundstück für den Kirchbau zur Verfügung stand.
Als Architekt wurde Alfred Kalmbacher gewonnen. Sein erster Entwurf wurde 1950 vom Kirchenvorstand abgelehnt. Der zweite Entwurf vom Juni 1951 fand Gefallen. Die neue Kirche sollte 23 m lang und 11,8 m breit werden. Im Mittelschiff waren 176 Plätze vorgesehen und nochmal 54 auf der Empore. Freiwillige Helfer starteten 1951 mit den ersten Planierungsarbeiten. Große Schwierigkeiten machte der Abbruch eines Tiefbunkers für 250 Personen aus dem Zweiten Weltkrieg. Bauherr war die Muttergemeinde, die St. Clemens-Gemeinde Hombruch.
Bruchsteine vom Bunkerabbruch wurden sortiert und wiederverwendet. Der Hörder Bergwerks- und Hütten-Verein spendete 40 Säcke Weißkalkhydrat und lieferte 5.725 Betonsteine, 6000 gebrannte neue Ziegel wurden gekauft ebenso wie 5000 von Trümmerfrauen geputzte Ziegel. Im November 1951 konnte bereits das Richtfest für das Pfarrhaus gefeiert werden, gleichzeitig starteten die Arbeiten für die Kirche. Grundsteinlegung für die Kirche war am 6. Januar 1952. Am 26. September 1954 wurde die neue Kirche von Franz Hengsbach konsekriert. Aus einer Aufstellung des Architekten Alfred Kalmbacher aus dem Januar 1953 geht hervor, dass sich die Kosten für den Bau der Kirche auf 99.685,90 DM beliefen. Zwei große Spenden, eine durch Meta Klöckner in Höhe von 50.000 DM, eine anonym in Höhe von 40.000 DM, zusätzlich zahlreiche Spenden durch die Gemeindemitglieder in Höhe von 40.000 DM und ein Zuschuss aus Paderborn über 15.000 DM sicherten den Bau der Kirche und alle anderen anfallenden Kosten.
Zahlreiche Sachspenden halfen, die Kirche auszustatten. Spenden für Altar und Tabernakel, Kommunionbank und Beichtstuhl wurden von Kirchhörder Familien gemacht. Eine Gruppe berufstätiger Frauen stiftete die Fenster im Kirchenschiff. 1956 erhielt die Kirche eine Orgel der Firma Anton Feith.
Seit 1984 ist Kirchhörde selbständige Pfarrei. Die Gemeinden St. Patrokli und Heilige Familie in Brünninghausen bilden zusammen den Pastoralverbund Dortmund-Süd.

## Architektur
Der Turm von nahezu quadratischem Grundriss, ist mit Schallöffnungen für den Glockenklang versehen. Er überragt den mit einem Satteldach bedachten Kirchenbau um einige Meter und lehnt sich an diesen seitlich versetzt an. Das Kircheninnere erreicht man erst durch einen, mit einem Glasfenster geschmückten, Paradiesvorbau. Über diesem Vorbau schmückt ein mit reichhaltigem Maßwerk gestaltetes Rosettenfenster die Giebelfassade.
Im Jahr 2012 wurden während des Einbaus der neuen Orgel umfangreiche Renovierungsarbeiten durchgeführt. Die Chorraumwand wurde neu gestaltet, der Innenraum wurde in Anlehnung an die Erstausmalung neu gefasst. Die die Holzdecke hellten Kirchenmaler mit einem lasurenartigen Anstrich auf.

### Fenster

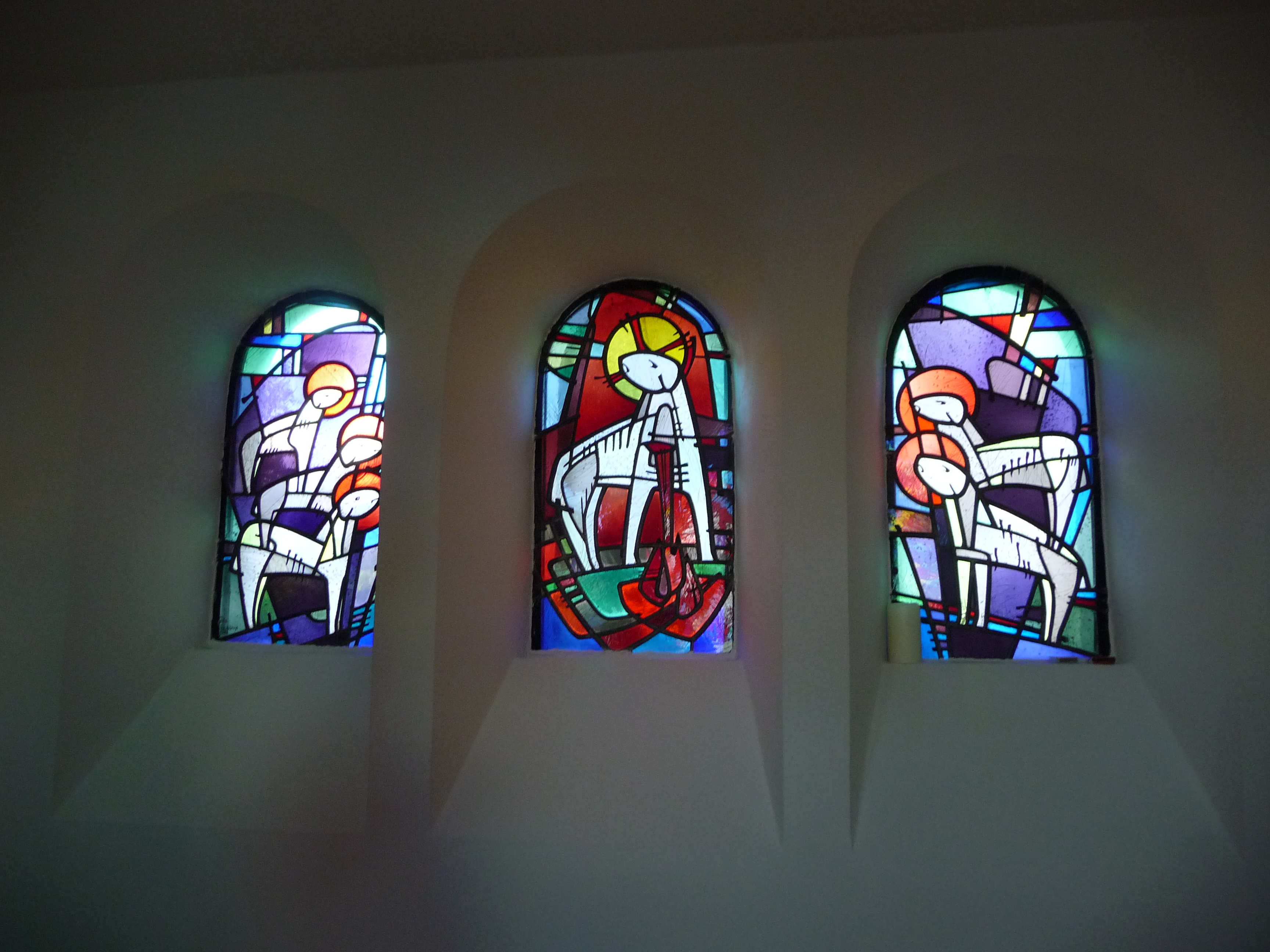
Marienkapelle, Fenster von August Pigulla

1957 wurden die Fenster in der ehemaligen Taufkapelle im Turm und 1958 die Fenster im Chor von August Pigulla gestaltet, die Fenster im Schiff und der Beichtkapelle schuf Heinz Dohmen 1995.
In der Kirche befindet sich eine Patroklus-Reliquie, das 1866 dem Patroklus-Schrein in Soest entnommen wurde. Die heutige Fassung des Reliquiars hat der Würzburger Gold- und Silberschmied Markus Engert gestaltet.

## Ausstattung

### Kreuz
Das 2,2 m hohe Kreuz mit dem Christus-Korpus wurde 1952 vom Bildhauer Herbert Wagner aus Siegsdorf gefertigt.

### Glocken
Die Anschaffung der Glocken wurde der Gemeinde nicht mitgeteilt. Dies sollte eine Überraschung für die Gläubigen werden. 1952 konnte die Gemeinde aus der Klöckner-Villa ausziehen und die neue Kirche, wenn auch noch nicht komplett fertig, nutzen. Beim Einzug der Gemeindemitglieder wurden diese durch Glockengeläut empfangen. Die zwei Glocken stammen vom Hamburger Glockenfriedhof. Eine 1605 gegossene Glocke stammte aus Thanndorf in Schlesien, die andere, 1636 gegossen, aus Aniram in der Prälatur Schneidemühl.

### Orgel
Die Orgel wurde 2012 von der Orgelbauwerkstatt Johannes Klais erbaut. Das Instrument hat 22 Register auf zwei Manualen und Pedal. Die Spiel- und Registertrakturen sind mechanisch. Der Orgelprospekt wurde von der Diözesanbaumeisterin Emanuela Freiin von Branca und dem Aachener Architekten Odilo Siebigs entworfen.
| I Hauptwerk C–a3 |               |       |
| 01.              | Principal     | 08′   |
| 02.              | Doppelgedackt | 08′   |
| 03.              | Dulciana      | 08′   |
| 04.              | Octave        | 04′   |
| 05.              | Rohrflöte     | 04′   |
| 06.              | Octave        | 02′   |
| 07.              | Cornet III    | 2 ⁄3′ |
| 08.              | Mixtur III–IV | 02′   |
| 09.              | Trompete      | 08′   |
|                  | Rossignol     |       |

| II Schwellwerk C–a3 |                  |     |
| 10.                 | Holzprincipal    | 08′ |
| 11.                 | Lieblich Gedackt | 08′ |
| 12.                 | Gamba            | 08′ |
| 13.                 | Vox coelestis    | 08′ |
| 14.                 | Salicet          | 04′ |
| 15.                 | Traversflöte     | 04′ |
| 16.                 | Flageolet        | 02′ |
| 17.                 | Basson-Hautbois  | 08′ |
|                     | Tremulant        |     |

| Pedal C–f1 |               |     |
| 18.        | Subbass       | 16′ |
| 19.        | Principalbass | 08′ |
| 20.        | Gedacktbass   | 08′ |
| 21.        | Octave        | 04′ |
| 22.        | Fagott        | 16′ |

- Koppeln: II/I, II/II (Suboktavkoppel), I/P, II/P